# Pietro Giordani

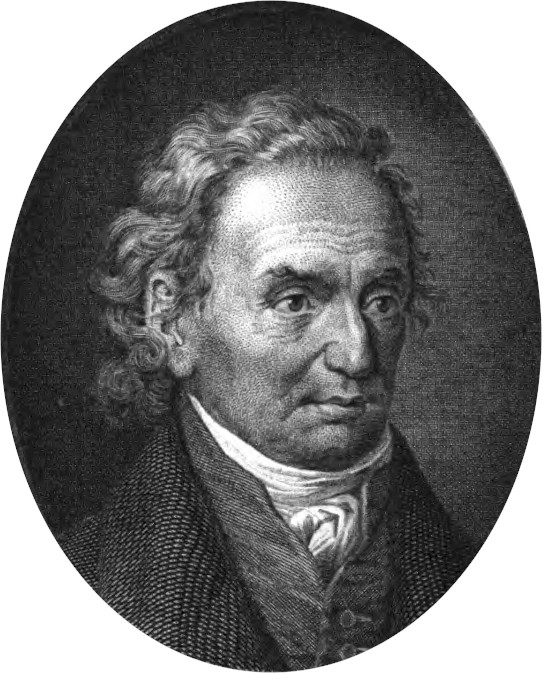
Pietro Giordani

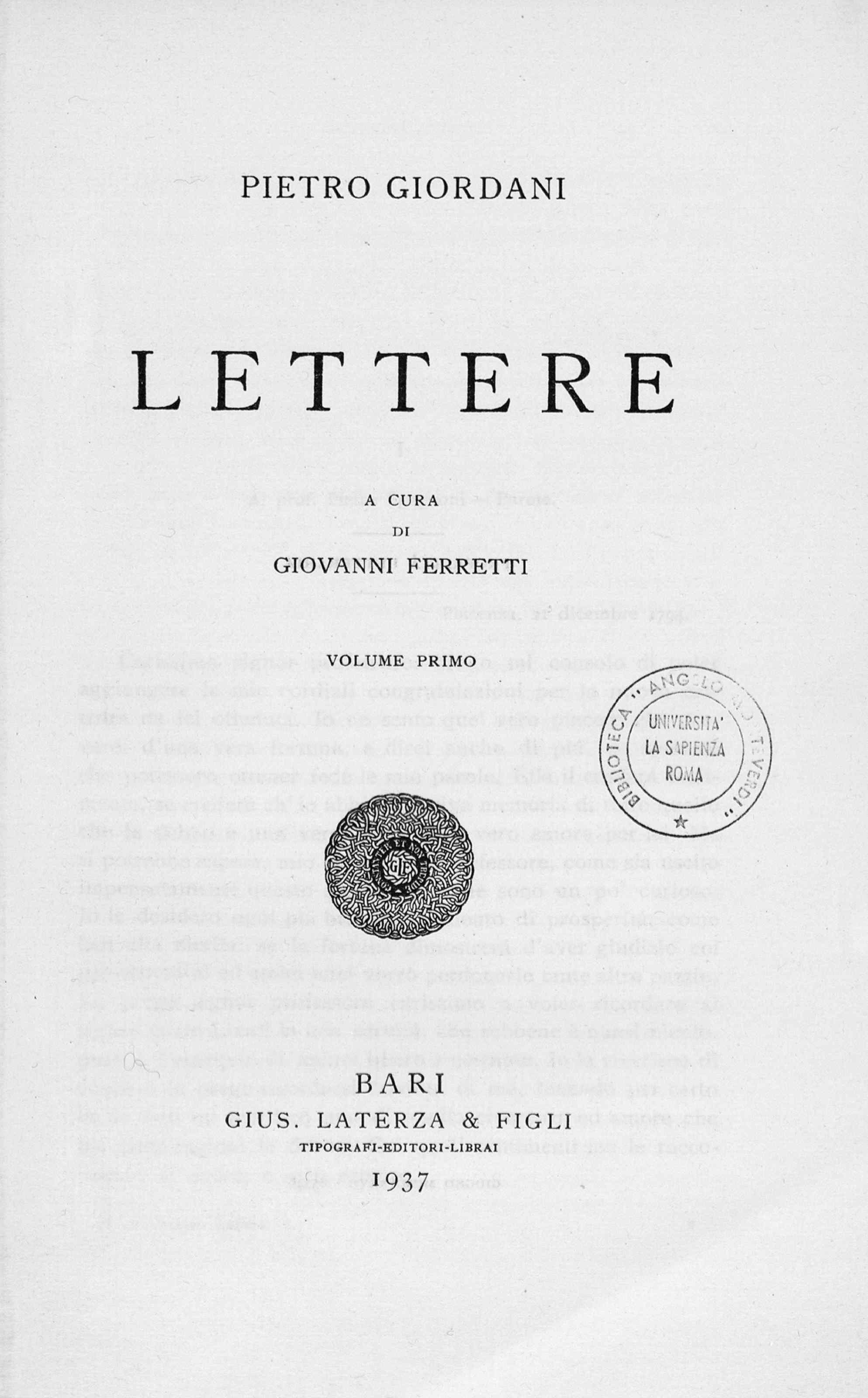
Lettere e carteggi

Pietro Giordani (geboren 1. Januar 1774 in Piacenza; gestorben 2. September 1848 in Parma) war ein italienischer Schriftsteller und Klassizist.

## Leben
Giordani trat 1797 in das Benediktinerkloster San Sisto in Piacenza ein, um Mönch zu werden, verließ es aber wieder, ohne die Weihen zu erhalten. Der Herrschaft Napoleons in Italien stand er positiv gegenüber. Zeugnis dafür ist das 1807 verfasste Gedicht Panegirico alla sacra Maestà di Napoleone (dt.: Lob auf die heilige Majestät Napoleons). Seinen Posten als Protosekretär der Accademia di Belle Arti in Bologna musste er 1815 im Zuge der Restauration verlassen, weil seine Positionen als zu liberal galten.
1817 begann er einen freundschaftlichen Briefwechsel mit Giacomo Leopardi, den er 1818 auch auf dessen erster Reise außerhalb von Recanati begleitete. Giordani spielte eine große Rolle für die Einführung Leopardis in die kulturellen Zirkel Norditaliens, die für den im elterlichen Haus eingesperrten Leopardi sonst nur schwer zugänglich gewesen wären.
Ab 1816 war er Redakteur der Zeitschrift Biblioteca Italiana, die als Leitmedium des Klassizismus in Italien galt. Nach politischen Differenzen mit dem Direktor der Zeitschrift, Giuseppe Acerbi, verließ er sie jedoch und wandte sich der in Florenz erscheinenden liberaleren Antologia zu. Nach dem Misserfolg der Aufstände von 1821 zog sich Giordani, wie viele andere Intellektuelle, immer mehr zurück.
Die letzten Jahre seines Lebens verbrachte er in Parma, wo er 1834 für drei Monate im Gefängnis saß. Er starb 1848 während des vorläufigen Erfolges der anti-österreichischen Aufstände.

## Literarische und politische Positionen
Pietro Giordanis Schriften halten sich streng an die Prinzipien des Klassizismus; sie sind ausgeglichen und kontrolliert in der Form. Seine Rhetorik ist nie leer, sondern beteiligt sich an kulturellen und erzieherischen Fragestellungen, sie ist polemisch gegen Aberglaube und Vorurteil und antiklerikal. Seine 1821 im Druck erschienene gesammelte Werkausgabe Opere wurde per Dekret der Glaubenskongregation 1825 auf den Index gesetzt, ebenso im Jahr 1856 die postum erschienener „Briefsteller“ (Epistolario). Immer wieder trifft man auf das Bestreben, die historischen und ökonomischen Vorgänge der eigenen Zeit zu begreifen und an ihnen teilzunehmen. Insofern unterscheidet sich Giordanis Begriff von Literatur von jenem anderer Klassizisten wie Vincenzo Monti: Literatur muss für Giordani immer die Suche nach Tugend und Wahrheit sein und zur Bildung beitragen; sie darf nie nutzloser Zeitvertreib sein.
Er selbst schien sich und sein Werk für unzulänglich in Bezug auf seine intellektuellen und rhetorischen Fähigkeiten zu halten: „Wenn sie eines Tages einen Stein auf diese armen Knochen stellen wollen, empfehle ich, dass sie nur diese Worte darauf schreiben: Pietro Giordani war unbekannt.“

## Werke
- Descrizione del Foro Bonaparte, 1806
- Sullo stile poetico del signor marchese di Montrone, 1807
- Panegirico alla sacra maestà di Napoleone, 1807
- Panegirico ad Antonio Canova, 1810
- Sulla vita e sulle opere del cardinal Sforza Pallavicino, 1810
- Sopra un dipinto del cav. Landi e uno del cav. Camuccini, 1811
- Discorso per le tre legazioni riacquistate dal papa, 1815
- L'Alicarnasso del Mai, 1816
- Sopra tre poesie dipinte a fresco, 1832
- Proemio al terzo volume delle opere di Giacomo Leopardi, 1845